# Microcarbo
Microcarbo là một chi chim ăn cá trong họ Cốc. Chi này trước đây được gộp vào chi Phalacrocorax. Microcarbo được IOC's World Bird List (Gill và Donsker 2010) công nhận là một chi riêng biệt dựa trên công trình nghiên cứu của Siegel-Causey (1988), Kennedy và cộng sự (2000), và Christidis và Boles (2008).
Như tên gọi của nó, chi này bao gồm các loài Cốc nhỏ nhất trên thế giới, với 5 loài đã được xác nhận.

## Các loài
- Microcarbo coronatus
- Microcarbo niger: Cốc đen
- Microcarbo melanoleucos
- Microcarbo pygmaeus
- Microcarbo africanus